# Sarre aux Deaflympics

## Histoire
L'Allemagne s'est présentée sous deux équipes lors des Deaflympics d'été de 1953 à milan: la délégation d'Allemagne et la Sarre. 
De 1947, le Land de Sarre a été placé sous protectorat français. En 1957, le Land de Sarre a été rattaché à la R.F.A..
Les 15 athlètes de l'équipe ont pris part à 1 discipline: le Football. 
Et c'est la seule participation de la Sarre aux Deaflympics.

## Bilan général
La Sarre n'obtient aucun médaille des Deaflympics.
| Année | Médaille d'or, Jeux olympiques | Médaille d'argent, Jeux olympiques | Médaille de bronze, Jeux olympiques | Total | Rang |
| 1953  | 0                              | 0                                  | 0                                   | 0     | 14e  |

## Sources
- L'équipe de Sarre